# Erythrus biimpressus
Erythrus biimpressus là một loài bọ cánh cứng trong họ Cerambycidae.